# Opposition en Biélorussie

Le drapeau de l'éphémère République populaire biélorusse de 1918 et ancien drapeau de la république de Biélorussie de 1991 à 1995 est aujourd'hui devenu un symbole d'opposition pour de nombreuses associations et individus militants pour les droits de l'homme et pour l'instauration d'une démocratie en Biélorussie,.

L'opposition biélorusse est constituée de groupes et d'individus de Biélorussie cherchant à défier, de 1988 à 1991, les autorités de la Biélorussie soviétique, et depuis 1995, le président Alexandre Loukachenko, de plus en plus autoritaire, souvent considéré comme « le dernier dictateur en Europe »,,,. Les partisans du mouvement tendent à réclamer une démocratie parlementaire sur un modèle occidental, assurant liberté d'expression et pluralisme politique et religieux, et respectueuse des droits de l'homme en Biélorussie. Le mouvement milite également pour la renaissance du biélorusse et de la culture biélorusse. En 2020, l'opposition démocratique biélorusse a reçu le prix Sakharov. La cheffe de file de l'opposition biélorusse est la candidate à la présidence de la république de Biélorussie en 2020, Svetlana Tikhanovskaïa.

## Contexte
Le mouvement démocratique biélorusse moderne est né à la fin des années 1980, lorsque la Perestroïka de Mikhaïl Gorbatchev et la catastrophe nucléaire de Tchernobyl en 1986 ont révélé les graves lacunes du système soviétique et ont galvanisé une partie importante des Biélorusses autour des questions d'environnement, de déstalinisation, de renouveau national et de changement démocratique.
La dissolution de l'Union soviétique a entraîné une brève période de démocratie entre 1991 et 1994.
Cependant, depuis son élection en 1994, Alexandre Loukachenko a établi un régime autoritaire créant un système politique que le Conseil des droits de l'homme des Nations unies a déclaré « incompatible avec le concept des droits de l'homme ».
Le mouvement d'opposition milite également pour la renaissance du biélorusse et de la culture biélorusse,,,,,,,. En 2020, l'opposition démocratique biélorusse a reçu le prix Sakharov.

## Historique

### Protestation anti-soviétique de 1988
Le 3 juin 1988, l'hebdomadaire de Minsk Litaratoura i mastatstva (be) (« Littérature et Art ») publie un article des archéologues Zianon Pazniak et Iawhen Chmyhaliow (be-tarask) sur la découverte de 500 charniers de victimes staliniennes à Kourapaty, à la périphérie de la capitale biélorusse. L'article est la première publication en Biélorussie sur les crimes des autorités de l'ère soviétique. Cela a été suivi en octobre de la même année par la création du Martyrologe de Biélorussie pour commémorer les victimes du communisme et d'un comité d'organisation pour la création du Front populaire biélorusse, qui est devenu par la suite un ardent défenseur de l'indépendance de la Biélorussie vis-à-vis de l'Union soviétique.
Le 30 octobre 1988, la police anti-émeute de Minsk a violemment dispersé une manifestation de masse pour commémorer les victimes du stalinisme à Kourapaty - le premier de nombreux affrontements de ce type dans l'histoire moderne de la Biélorussie.

### Création du Front populaire biélorusse
Les 24 et 25 juin 1989, le Parti du front populaire biélorusse « Renaissance » (en biélorusse : Адраджэньне) a été officiellement créé avec, à sa présidence, Zianon Pazniak.

### Révolution biélorusse de 1991
La révolution biélorusse de 1991 est constituée d'une série de grèves nationales et de rassemblements pro-indépendance contre l'Union soviétique et ses politiques. La baisse du niveau de vie, la montée du chômage, ainsi que les politiques de Glasnost et de Perestroïka, déclenche ces manifestations massives et ces troubles, principalement portés par des jeunes, exigeant la démocratie et menant des manifestations ouvrières à travers la Biélorussie. Les premières manifestations de masse ont lieu en avril, lorsque des centaines de milliers de personnes ralliées sous la bannière du drapeau biélorusse blanc-rouge-blanc exigent la démission du président Mikhaïl Gorbatchev. Des rassemblements massifs ont lieu à Brest , à Minsk , à Moguilev et à Gomel entre avril et mai. Ces manifestations pacifiques sont les plus importantes de l' histoire de la Biélorussie à cette époque. Les manifestations de rue vont croissantes et une dissidence civile massive secouent la Biélorussie en juillet et août. Le 25 août 1991, la Biélorussie déclare son indépendance dans le cadre de la dissolution de l'Union soviétique,,,. Stanislaw Chouchkievitch devient président du Soviet suprême de Biélorussie, l'instance la plus élevée du pays. L'Accord de Minsk est signé le 8 décembre 1991.
La Biélorussie semble alors résolument vouloir s'orienter vers le modèle démocratique.
Après ce bref épisode démocratique en 1991-1992, la Biélorussie présente le 12 mars 1993 sa candidature au Conseil de l'Europe. L'Europe lui oppose une fin de non recevoir en raison, notamment, de la non-abolition de la peine de mort. Alexandre Loukachenko monte alors un dossier à charge contre le président Stanislaw Chouchkievitch qui mène à sa destitution pour corruption.

### Élection et présidence d'Alexandre Loukachenko
Le 19 juin 1994, se déroulent les premières élections présidentielle de la République de Biélorussie. Elles sont remportées avec 80% des suffrages par Alexandre Loukachenko. Tandis que Stanislaw Chouchkievitch prônait une ouverture à l'occident et une prise de distance face à la Russie et qu'il défendait une économie privatisée, avec Alexandre Loukachenko, on assiste à un contre-pied total : Rapprochement avec la Russie, accords de partenariat et, de proche en proche, à une renationalisation de l'économie.
Dans cette optique, le président Loukachenko organise un référendum en 1995, celui « des quatre questions ». Il concerne l'emploi officiel de la langue russe, le renforcement d'une intégration économique avec la Russie, l'abandon du drapeau rouge et blanc au profit d'un drapeau similaire à celui de 1951 tandis que la Biélorussie était la République socialiste soviétique de Biélorussie et la modification de la Constitution de la Biélorussie permettant au président biélorusse de révoquer le parlement en cas de manquement.

Drapeau de la République socialiste soviétique de Biélorussie adopté en 1951.
Drapeau de la République de Biélorussie adopté par le référendum de 1995.

Dix-neuf députés du Front populaire biélorusse indignés par ce référendum, dont Zianon Pazniak et Piatro Sadoŭski, décident de mener une grève de la faim au sein du Parlement pour protester contre l'organisation du référendum par le président malgré la décision du parlement. Ils sont battus et emmenés de force par l'OMON. Le référendum est en définitive adopté.
Le référendum a lieu. On rapporte que l'ensemble des quatre questions ayant reçu un accueil favorable de plus de trois quarts des suffrages, il est adopté.
L'Assemblée parlementaire de l'OSCE s'exprime alors pour expliquer que cette consultation est entachée de plusieurs irrégularités à l'égard des standards internationaux. Elle s'inquiète en outre de la liberté des médias, de l'ingérence dans le processus de vote et des obstacles aux activités de l'opposition. Les États-Unis émettent également des réserves sur la validité de la consultation.
Un second référendum se déroule en 1996. Il vise à accroître encore les pouvoirs du Président Loukachenko, rejette l'abolition de la peine de mort et prolonge son mandat qui devait arriver à échéance en 1999 de deux années,.

#### Printemps de Minsk
À cette époque se déclenchent en 1996 et 1997 de multiples manifestations de contestation appelées le « Printemps de Minsk » ou « printemps biélorusse ». Ces actions sont déclenchées par le référendum constitutionnel sur les amendements à la Constitution de 1994 de la Biélorussie, le système politique biélorusse étant devenu de plus en plus autoritaire, le gouvernement cherchant à restreindre toutes les libertés politiques.
Durant ce « Printemps biélorusse », les  autorités procèdent à des arrestations arbitraires et violentes de manifestants, sans considération d'âge ou d'infirmité et en violation des termes de la constitution biélorusse et des accords internationaux tels que le Pacte international relatif aux droits civils et politiques (PIDCP) dont la Biélorussie est pourtant signataire. En mars 1997, Alexandre Loukachenko publie un décret draconien, traduit en loi plus tard cette année-là. Il limite sévèrement le droit des citoyens à manifester et réglemente même les types de symboles, drapeaux et bannières que les participants sont autorisés à utiliser.

Le rapport établi en janvier 1997 par les États-Unis relatif aux Droits de l'homme en Biélorussie énonce : 

« Le référendum constitutionnel s'est déroulé dans un environnement politique répressif et avec un contrôle omniprésent du gouvernement sur les médias. Par ce contrôle, le gouvernement a refusé aux électeurs l'accès aux opinions de l'opposition, y compris les membres du Parlement et de la Cour constitutionnelle. »

Le Conseil de l'Europe exclut définitivement à cette époque la Biélorussie de l'adhésion pour vote antidémocratique lors du référendum constitutionnel de novembre 1996 qui signe une recrudescence de l'autoritarisme d'État et de manière générale pour l'organisation non-démocratique des élections systématiquement entachées d'irrégularités.

Le logotype de Charte 97.

Les manifestations reprennent au printemps de l'année suivante qui voit la création de Charte 97 qui fait délibérément référence à la Charte 77 des opposants tchécoslovaques en 1977. Charte 97 entend militer pour les droits de l'homme en Biélorussie en dénonçant les exactions commises par le gouvernement et son président et en diffusant de l'information neutre via, notamment, son site internet.
Andreï Sannikov, Alexandre Milinkevitch, Uladzimir Matskevitch, Viktor Ivashkevich (ru), Lyudmila Hraznova (ru), Piotr Martsov (ru), Jury Chaščavacki (en) et d'autres personnalités connues étaient membres du comité d'organisation de l'initiative publique. Cent personnalités politiques, personnalités publiques et culturelles et journalistes ont été les premiers à signer la Charte 97. Plus tard, le document a été signé par plus de 100 000 citoyens biélorusses qui s'étaient accordés sur : 

« le dévouement aux principes d'indépendance, de liberté et de démocratie, le respect des droits de l'homme, la solidarité avec tous ceux qui défendent l'élimination du régime dictatorial et la restauration de la démocratie en Biélorussie. »

Le 16 mai 1999, l’opposition organise une élection présidentielle non officielle à la date correspondant à la fin — initiale avant sa prolongation — du mandat du président Alexandre Loukachenko. Entre 1999 et 2000, quatre personnalités d'opposition ont disparu : Ioury Zakharanka, Viktar Hantchar, Anatol Krassowski (be) et Dmitri Zawadski. En outre, en mars 1999, l'homme politique d'opposition Henadz Karpenka est mort d'une crise cardiaque.

#### Réélections de 2001 et de 2006
L'élection présidentielle de 2001 se déroule dans le même climat de répression, d'atteintes aux libertés fondamentales de s'exprimer, de s'associer, de pouvoir bénéficier d'une presse indépendante. Alexandre Loukachenko est, sans surprise, réélu en 2001.
Ce second mandat devait être le dernier en raison de la constitution biélorusse n'autorisant pas à briguer plus de deux mandats présidentiels. En marge des élections législatives de 2004, un nouveau référendum pose une unique question visant à modifier la constitution pour rendre la réélection du président possible. L'article 112 de la constitution interdit pourtant formellement qu'une telle question soit soumise au référendum. Avec un taux de participation rapporté de plus de 90 %, la mesure anticonstitutionnelle est rapportée avoir été adoptée par près de 89 % des sondés.
La campagne pour la présidentielle débute en 2005. D'emblée, le président Loukachenko précise qu'il n'y aura pas de « révolution rose », « orange », ou « de la banane ». Le Zubr, une organisation créée en 2001 proche des thèses occidentales, souhaite la destitution du dictateur. Ce mouvement civique de jeunesse est à l'origine de nombreuses manifestations dans le pays et ne cache pas son soutien au seul candidat de l'opposition unie Uładzimir Hančaryk (en) depuis la défection de Siamion Domash (en).
Le 16 septembre 2005 se déroule une nouvelle manifestation contre la politique menée par Alexandre Loukachenko, durement réprimée, la police arrête les manifestants et saisi les drapeaux blanc-rouge-blanc désormais interdits sur le territoire. Un militant du mouvement de jeunesse Zubr, Mikita Sasim (biélorusse : Мiкiта Сасiм, russe: Никита Сасим) se saisit alors de sa chemise en jean, lançant à la foule des manifestants que désormais ce sera leur étendard. Ces manifestations seront depuis lors connues comme celles de la Révolution en jean.
Le 3 mars 2006, à moins de trois semaines du scrutin, le candidat présidentiel et ancien recteur de l'université d'État de Biélorussie, Alexandre Kazouline, souhaitant prendre part à l'Assemblée populaire biélorusse (en), est battu et détenu par la police. Il est accusé de conduite désordonnée et libéré après avoir été détenu pendant huit heures. Des observateurs de l'OSCE sont, quant à eux, interceptés par les gardes-frontières biélorusses et placés en garde à vue.
Le 19 mars, se déroule donc l'Élection présidentielle biélorusse de 2006. Sans aucune surprise, Alexandre Loukachenko est confirmé pour un troisième mandat au milieu des allégations de l'opposition sur le trucage des votes et la peur des violences .
Le 13 juillet 2006, Alexandre Kazouline est condamné à 5 ans et demi de prison pour hooliganisme et organisation de rassemblements interdits pour protester contre le 3e mandat d'Alexandre Loukachenko.

#### Réélection de 2010 et manifestations

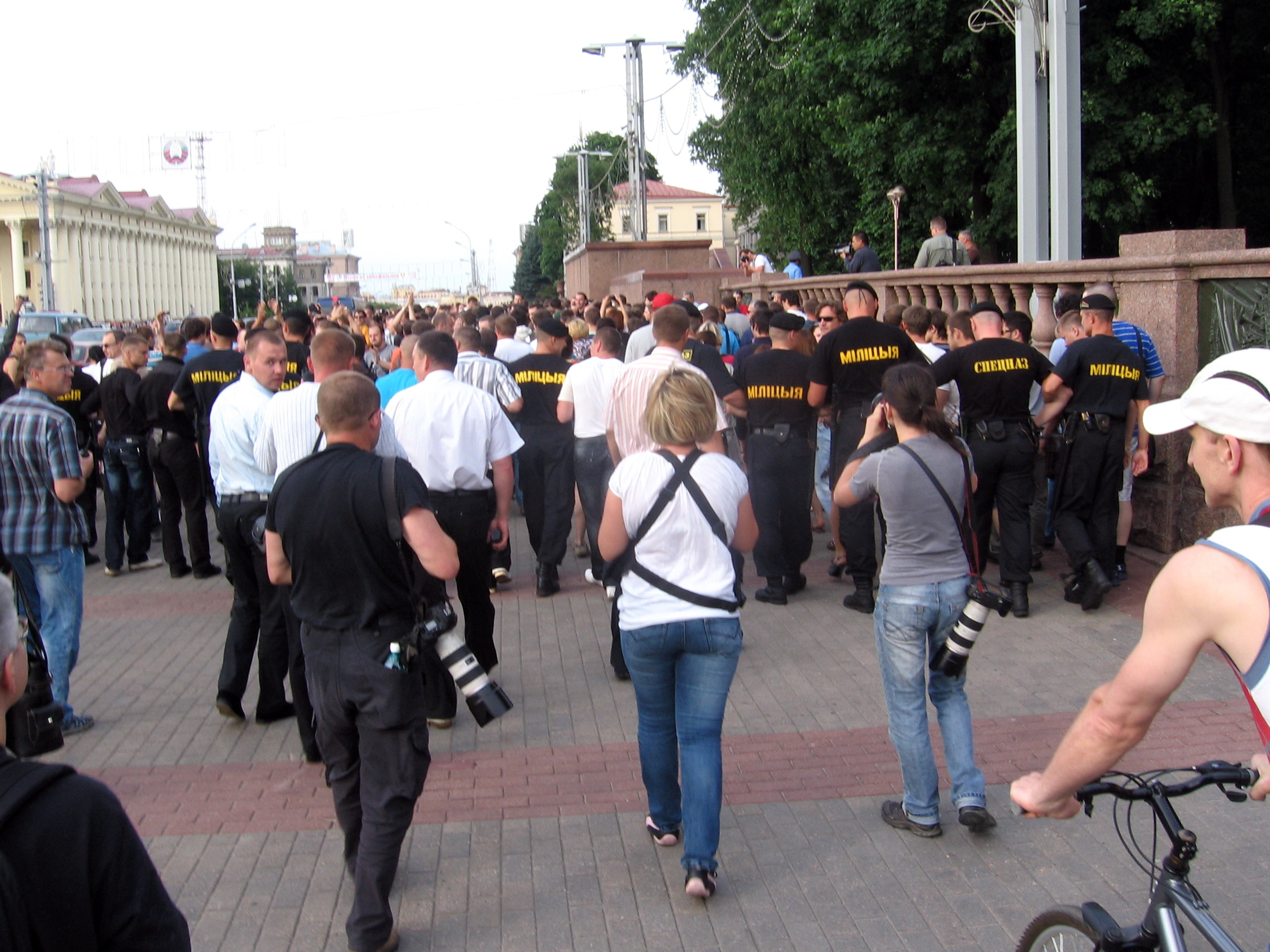
Minsk, le 15 juin 2011, la police anti-émeute biélorusse repousse les manifestants.

L'élection présidentielle biélorusse se déroule le 19 septembre 2010. Le scénario est désormais connu : réélection du candidat sortant Alexandre Loukachenko, manifestations, arrestations des opposants.
Jusqu'à 40 000 personnes manifestent contre Loukachenko. Sept cents militants de l'opposition, dont sept candidats à la présidence, sont arrêtés lors de la répression post-électorale. Parmi ceux-ci, Andreï Sannikov et Ouladzimir Niakliaïew.
Plusieurs sites Internet de l'opposition et des candidats de l'opposition sont bloqués ou piratés. Facebook, Twitter, YouTube, Google Talk, de nombreux services de messagerie et d'information en ligne sont également bloqués. Le siège de Charte 97, le groupe d'opposition et le site Internet, est pris d'assaut par les forces de sécurité de Loukachenko et tout son personnel est arrêté.
Le 3 septembre 2010, le corps du fondateur de la Charte 97 et directeur de campagne du candidat d'opposition Andreï Sannikov, Aleh Byabenin (en), est retrouvé dans sa maison près de Minsk. Selon les premières déclarations du gouvernement biélorusse, Byabenin se serait suicidé par pendaison. Cependant, des amis d'Aleh Byabenin réfutent cette thèse, déclarant qu'il n'y avait aucune indication qu'il prévoyait de se suicider et qu'il n'y a aucun message ou note laissé derrière lui.
Andreï Sannikov, arrivé deuxième dans les suffrages, est arrêté par le KGB : « Andrei a été battu à coups de matraque alors qu'il était allongé. Il a été battu sur la tête [...] sur tout le corps. Andrei était allongé et essayait de se protéger avec ses bras. Personne n'a été autorisé à s'approcher lui, pour que les gens ne puissent pas défendre Sannikov,. » Andreï Sannikov est condamné à cinq années de détention et son porte-parole, Alexandre Otrochtchenkov (en), à quatre.
Les forces de sécurité de Loukachenko ont affronté ses adversaires « avec une férocité qui n'aurait pas semblé déplacée à l'époque soviétique », écrit The Independent.
La communauté internationale s'indigne et n'accepte ni la manière, ni les résultats de cette élection. Les États-Unis et l'Union européenne ont appelé à la libération de tous les candidats emprisonnés, mais n'ont pris aucune autre mesure à l'exception d'une interdiction de voyage pour Alexandre Loukachenko. En revanche, des pays hors CEI comme la Syrie, la Chine et le Vietnam ont félicité le président réélu,,.
Natalya Radina, la rédactrice en chef du site de Charte 97, reçoit en 2011 le Prix international de la liberté de la presse.
Rendues plus vives encore mi-2011 en raison de la détérioration de l'économie biélorusse, les manifestations (en) reprennent en juin et juillet 2011. Le 29 juillet 2011, Alexandre Loukachenko fait interdire toute forme de rassemblement.

#### Réélection de 2015
Des élections présidentielles sont à nouveau organisée le 11 octobre 2015. Alexandre Loukachenko est confirmé pour un cinquième mandat depuis l'indépendance de la Biélorussie en 1991. L'élection de 2015 n'est pas davantage démocratique que les élections précédentes,. Dans un rapport après l'élection, Miklós Haraszti, le Rapporteur spécial des Nations unies sur les droits de l'homme en Biélorussie, a déterminé que les résultats n'étaient ni libres ni équitables et que « le processus électoral a été orchestré, et le résultat a été pré-ordonné », compte tenu des limites importantes imposées aux droits civils et politiques en Biélorussie et du niveau élevé de fraude le jour des élections.
Cependant, durant ce scrutin, il n'y eut pas de répression des opposants, ce qui fit dire à Frank-Walter Steinmeier, le ministre allemands des Affaires étrangères que l'absence de répression contre l'opposition pourrait ouvrir la voie à un assouplissement des sanctions contre le pays pendant quatre mois. « Il y a eu des changements en Biélorussie, par rapport aux deux dernières élections. Si la Biélorussie reste sur cette voie, il y a une volonté, et il y a unanimité là-dessus, de changer les relations avec la Biélorussie. »

#### Manifestations de 2017

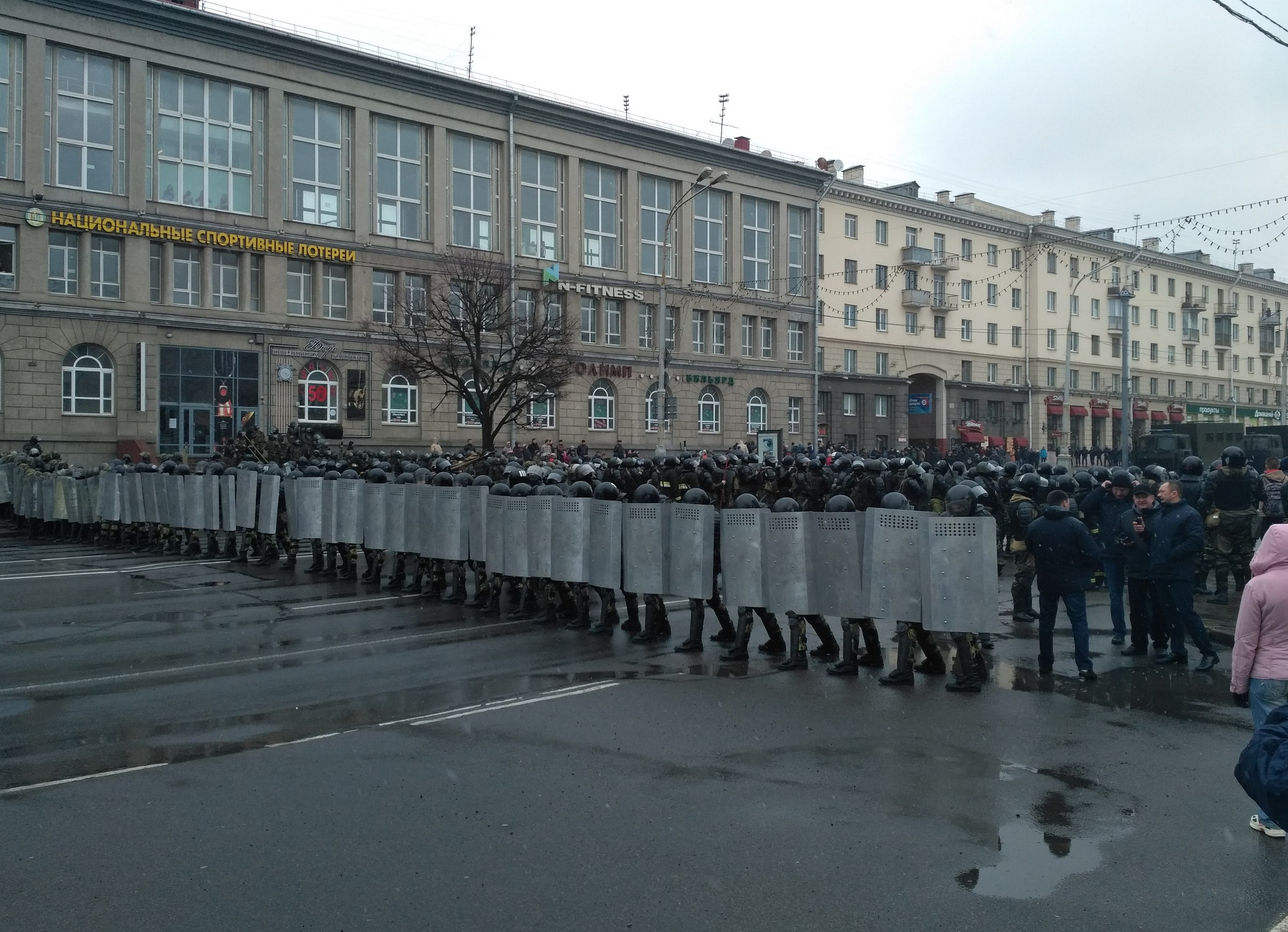
La police bloque l'avenue de l'Indépendance le 25 mars 2017 à Minsk.

Les manifestations de 2017 en Biélorussie sont déclenchées par l'adoption d'un décret « contre les parasites » faisant peser des taxes sur les chômeurs. Plus de 2 500 manifestants protestent le 17 février 2017 à Minsk contre cette loi jugée inique. Le gouvernement justifie les arrestations massives et les passages à tabac contre les citoyens en alléguant que la police a trouvé « des cocktails Molotov et des voitures chargées d'armes » près d'une manifestation à Minsk. De nombreuses manifestations se déroulent également dans d'autres villes,.
Le 25 mars 2017 se déroule une manifestation pacifiste, la Journée de la liberté. Elle est durement réprimée et des centaines de manifestants sont arrêtés.

#### Réélection de 2020
À la mi-juin 2020, les candidats de l'opposition Viktor Babariko et Sergueï Tikhanovski sont arrêtés et exclus de l'élection. Amnesty International les considère comme des prisonniers d'opinion.
Le 19 juin, Loukachenko déclare qu'il a « déjoué une tentative de coup d'État » et annonce officiellement l'arrestation de son principal rival, Viktar Babaryka. Ce dernier déclare que les accusations de corruption ont été falsifiées et que l'arrestation est motivée politiquement pour l'empêcher de gagner les élections. L'épouse de Tikhanovski, Svetlana Tikhanovskaïa, s'inscrit comme candidate après l'arrestation de Babaryka. Des militants de l'opposition, des journalistes et des blogueurs sont également arrêtés dans le cadre de la répression. Le groupe de défense des droits humains Viasna estime qu'entre début mai et début août, environ 1 300 personnes sont arrêtées pour avoir manifesté.
Les élections se déroulent le 9 août 2020. L'annonce par les autorités de sondages prévoyant une large victoire de Loukachenko avec près de 80 % des suffrages provoque d'importantes manifestations le soir du scrutin et les jours suivants,. Des affrontements entre les manifestants et la police anti-émeute éclatent à Minsk, causant plusieurs blessés et l'utilisation de grenades paralysantes ainsi que de balles en caoutchouc. La police reconnaît cependant avoir procédé à des tirs à balles réelles.
Un nouveau référendum constitutionnel a lieu en Biélorussie le 27 février 2022. Il est ordonné par le président Alexandre Loukachenko et vise à consolider le pouvoir de son régime après les manifestations de 2020-2021 en Biélorussie. Les changements ainsi « adoptés » permettent à Loukachenko de rester au pouvoir jusqu'en 2035 et renforcent le pouvoir de l'Assemblée populaire biélorusse (en), un organe extraparlementaire dominé par les partisans du gouvernement,. Les changements abolissent également le statut de zone dénucléarisée de la Biélorussie, permettant au pays d'accueillir des armes nucléaires pour la première fois sur son territoire depuis la dislocation de l'Union soviétique. La préparation du référendum a eu lieu alors que la Russie rassemblait ses troupes en Russie et en Biélorussie en prélude à l'Invasion de l'Ukraine par la Russie en 2022 et le référendum se déroule trois jours après l'invasion, le 27 février 2022,,.
Le référendum se déroule dans une atmosphère de répression ; l'opposition biélorusse n'est pas autorisée à faire campagne et l'élection n'est pas considérée comme libre, ni juste. Le référendum a été dénoncé comme une imposture par l'opposition biélorusse et sa dirigeante en exil Svetlana Tikhanovskaïa, l'Union européenne et les États-Unis. À son issue, la Commission électorale centrale (en) du gouvernement biélorusse annonce que 65,2 % des électeurs ont voté en faveur des amendements.

## Partis, événements et organisations d'opposition en Biélorussie
- Assemblée sociale-démocrate biélorusse
- Journée de la liberté (Biélorussie)
- Journée de solidarité avec la Biélorussie
- Leçon de Biélorussie
- Malady Front
- Nexta
- Parti civil uni de Biélorussie
- Parti de la gauche biélorusse « Un monde juste »
- Parti de la liberté et du progrès (Biélorussie)
- Parti démocrate-chrétien biélorusse
- Parti des femmes biélorusses « Nadzieia »
- Parti du front populaire biélorusse
- Rada de la République démocratique biélorusse
- Théâtre libre de Minsk
- Zubr (Biélorussie)
- Parti vert biélorusse (en)
- Parti social démocrate biélorusse (en)
- Lycée biélorusse des sciences humaines (en)
- Parti chrétien conservateur (Biélorussie)
- Union sociale chrétienne des jeunes - Jeunes démocrates (en)

## Soutiens internationaux

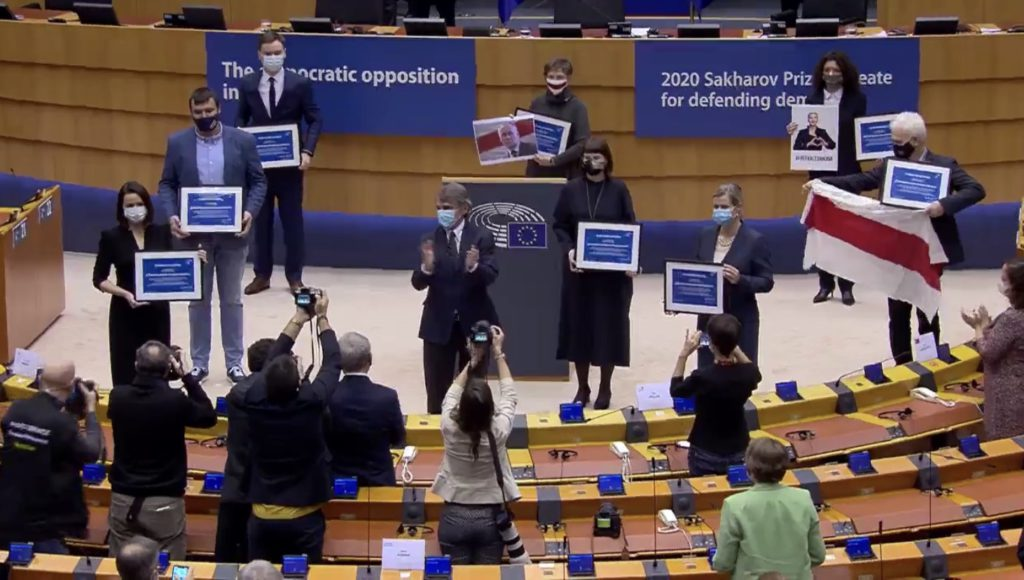
Décembre 2020, des membres du Conseil de coordination - dont Svetlana Tikhanovskaïa - reçoivent le Prix Sakharov au nom de l'opposition démocratique biélorusse.

### Organisations
- Union européenne a renforcé ses sanctions contre le gouvernement d'Alexandre Loukachenko.
- OTAN a renforcé ses sanctions contre l'administration Loukachenko.

### Gouvernements
Les gouvernements suivants ont donné un soutien diplomatique au mouvement démocratique d'opposition biélorusse
- Tchéquie[78]
- Estonie[79]
- Lettonie[79]
- Lituanie[80]
- Pologne[81]
- Belgique[82]
- Canada
- Ukraine
- États-Unis

## Dans les arts
Le film Vive la Biélorussie !, réalisé en 2012, porte sur le régime politique d'Alexandre Loukachenko.